# Simonoonops craneae
Simonoonops craneae is een spinnensoort in de taxonomische indeling van de Dwergcelspinnen (Oonopidae). De wetenschappelijke naam van de soort werd voor het eerst geldig gepubliceerd in 1968 door Chickering als Dysderina craneae.

## Voorkomen
De soort komt voor in Venezuela en op Trinidad.